# Violent Femmes
Violent Femmes s-au format în 1980, în Milwaukee, Wisconsin. Sunt o trupă americană de rock alternativ, ce e considerată ca piatră de temelie pentru genul folk punk. Formația a avut patru membri: Gordon Gano (solist, chitarist, compozitor), Brian Ritchie (basist), Victor DeLorenzo și Guy Hoffman (bateriști).

## Discografie

### Albume de studio
- Violent Femmes (1982)
- Hallowed Ground (1984)
- The Blind Leading the Naked (1986)
- 3 (1988)
- Why Do Birds Sing? (1991)
- New Times (1994)
- Rock!!!!! (1995)
- Freak Magnet (2000)

### Compilații
- Debacle: The First Decade (1990)
- Add It Up (1981-1993) (1993)
- Permanent Record: The Very Best of Violent Femmes (2005)

### DVD-uri
- Live at the Hacienda (2007) - Cherry Red Films
- Permanent Record - Live & Otherwise (2005)
- No, Let's Start Over (2006)